# Jisra'el Ari'el
Rabi Jisra'el Ari'el (hebrejsky ישראל אריאל‎, narozen 15. srpna 1939 Jeruzalém) je jeden z hlavních rabínů náboženského sionismu.

## Biografie
Narodil se v Jeruzalémě Mošemu a Ester Štiglicovým. Studoval na ješivě Merkaz ha-rav. Byl vrchním rabínem evakuovaného Jamitu na Sinaji. Je zakladatelem Chrámového institutu (Mechon ha-mikdaš). Jako mladík sloužil u jednotky, která v roce 1967 osvobodila Západní zeď .
Roku 2006 se zapojil do pokusu obnovit sanhedrin.

## Rodina
Jeho bratři jsou také významnými rabíny. Rabín Ja'akov Ari'el je vrchním rabínem Ramat Ganu, další bratr r. Jo'azar je soudcem náboženského soudu (av bejt din) v Tiberias a r. Jigal je rabínem mošavu Nov na Golanech.
Jisra'el Ari'el má deset dětí, z toho sedm synů. R. Šmu'el učí na ješivě v Otni'elu, r. Matanja vede ješivu Derech chajim, r. Azarja vyučuje v kolelu Bejt ha-bechira, r. Elicur přednáší na ješivě Bnej David v Eli. Jeho zeť r. Ja'ir Parnak vyučuje na ješivě v Šilu a další zeť r. Chajim Šachar na ješivě v Itamaru. Jeho synovec r. Azri'el Ari'el je rabínem v Ateret.